# 15. ročník People's Choice Awards
15. ročník People's Choice Awards se konal 23. srpna 1989. Večer moderovali Michael Landon a  Michele Lee. Ceremoniál vysílala stanice CBS.

## Vítězové
Tučně jsou označeni vítězové.

### Film
| Nejlepší film                    | Nejlepší filmové drama          |
| -------------------------------- | ------------------------------- |
| Jih proti Severu                 | Rain Man                        |
| Nejoblíbenější filmová komedie   | Nejoblíbenější herečka: komedie |
| Velký (remíza) Dvojčata (remíza) | Bette Midler                    |
| Nejoblíbenější herec: komedie    | Nejoblíbenější herečka: drama   |
| Eddie Murphy                     | Meryl Streep                    |
| Nejoblíbenější herec: drama      |                                 |
| Dustin Hoffman                   |                                 |

### Televize
| Nejoblíbenější seriál                         | Nejoblíbenější televizní komedie            |
| --------------------------------------------- | ------------------------------------------- |
| Cosby Show                                    | Cosby Show                                  |
| Nejoblíbenější televizní drama                | Nejoblíbenější nový televizní seriál: drama |
| Právo v Los Angeles                           | China Beach                                 |
| Nejoblíbenější nový televizní seriál: komedie | Nejoblíbenější televizní herec              |
| Roseanne                                      | Bill Cosby                                  |
| Nejoblíbenější televizní herečka              | Nejoblíbenější televizní herec: nový seriál |
| Phylicia Rashad                               | John Goodman                                |
| Nejoblíbenější televizní herečka: nový seriál | Nejoblíbenější minisérie                    |
| Roseanne Barr                                 | War and Remembrance                         |
| Nejoblíbenější mladý herec                    |                                             |
| Kirk Cameron                                  |                                             |

### Hudba
| Nejoblíbenější zpěvačka      | Nejoblíbenější zpěvák |
| ---------------------------- | --------------------- |
| Whitney Houston              | Randy Travis          |
| Nejoblíbenější hudební video |                       |
| „Smooth Criminal“            |                       |

### Osoby
| Nejoblíbenější umělec všech dob: muž | Nejoblíbenější umělec všech dob: žena |
| ------------------------------------ | ------------------------------------- |
| Bill Cosby                           | Cher                                  |